# Khách sạn Palace cũ ở Košice
Khách sạn Palace cũ ở Košice (tiếng Slovakia: Bývalý Hotel Palace v Košice) là một tòa nhà tọa lạc trên phố Štefánikova trong khu Phố cổ, thành phố Košice, vùng Košice, Slovakia. Vào năm 1982, địa điểm này được ghi danh vào Danh sách Di tích Trung ương theo quyết định của Bộ Văn hóa Cộng hòa Slovakia.

## Lịch sử
Tòa nhà khách sạn được kiến trúc sư Ondrej Resatkóm thiết kế và xây dựng trong hai năm 1936 và 1937. Chủ nhân đầu tiên của tòa nhà là con rể của tác giả tên là Hotelier Robert Schmiedl.
Sau Chiến tranh thế giới thứ hai, khách sạn được quốc hữu hóa, nhưng vẫn được sử dụng để phục vụ du khách đến Košice cho đến những năm 1970. Lúc bấy giờ, các văn phòng của công ty nhà nước Prefa đã được chuyển đến đây. Hiện tại, các văn phòng này vẫn nằm trong tòa nhà.

## Miêu tả
Khách sạn này là một tòa nhà năm tầng có trang thiết bị tiện nghi. Đây là khách sạn đầu tiên trong thị trấn có thang máy. Mỗi phòng đều được lắp đặt điện thoại. Ngoài các phòng ngủ, trong khách sạn còn có một phòng ăn với các món ăn nổi tiếng, một quán rượu và một nhà hàng sân vườn vào mùa hè.